# Sandiás (Sabiñánigo)
Sandiás est un village de la province de Huesca, situé à environ sept kilomètres au sud-est de la ville de Sabiñánigo, à laquelle il est rattaché administrativement. Il se situe dans la Guarguera, à un endroit aujourd'hui inaccessible par la route, à 1 160 mètres d'altitude. Le village le plus proche est Ceresola. 
Il constitue une commune indépendante entre 1832 et 1845 mais est rattaché ensuite à Ordovés, puis à Gésera au cours des années 1870, et enfin à Sabiñánigo à la fin des années 1960. Il subit des destructions importantes pendant la Guerre civile espagnole, comme beaucoup de villages des environs. Il compte encore 18 habitants en 1940 mais est définitivement abandonné au cours de la décennie suivante. 
L'église du village, dédiée à saint Laurent, remonte au XVIe siècle. 